# Товарна номенклатура
Това́рна номенклату́ра — систематизований перелік усіх асортиментних груп товарів і товарних одиниць, що пропонуються виробником для реалізації. Основними показниками номенклатури продукції окремого підприємства є широта, насиченість, глибина та гармонічність (сумісність).
Показник широти дає кількісну оцінку різноманітності продукції фірми. Він свідчить, скільки окремих (за призначенням або іншими властивостями) видів продукції виготовляє підприємство.
Насиченість номенклатури дає змогу визначити загальну кількість товарів, з якої вона складається. Насичення товарного асортименту — збільшення різновидів товару за рахунок додавання нових моделей до наявних.
Кількість пропонувань кожного з окремих видів продукції характеризує глибину номенклатури продукції підприємства. Глибина номенклатури товарів (глибина товарної номенклатури) — варіанти пропонування кожного окремого товару в рамках асортиментної групи.